# 萧岩 (1919年)
萧岩（1919年—），原名常丽华，又名常筠，女，汉族，直隶（今河北）丰润人，中国新闻工作者、教育工作者，曾任延安新华广播电台播音员，中国教育学会常务理事，中国高等教育学会常务理事。

## 生平
1983年5月28日至30日，中国高等教育学会在北京召开成立大会，大会选举了第一届理事会成员，她出任常务理事。